# Пиаца Кастело
Пиàца Кастèло (на италиански: Piazza Castello, букв. Площад „Замък“) е главният площад на северноиталианския град Торино. Той е сърцето на историческия център на града, където се събират четири главни улици: пешеходната „Гарибалди“ и улиците „По“, „Рома“ и „Пиетро Мика“.
Заедно с площад „Сан Карло“ площадът е едно от традиционните места за срещи на феновете на „ФК „Ювентус“ при победи на черно-белия клуб.

## Описание
В центъра на Пиаца Кастело – площад с квадратна форма, се намират комплексът Палацо Мадама и Крепост на Ахая. Периметърът пък е съставен от елегантни портици, построени в различни епохи, и важни градски сгради, като например Палатът на префектурата и Кралската оръжейница (на север), Кралският театър (на изток), двете величествени сгради от двете страни на улица „Гарибалди“, в една от които се е помещавал Регион Пиемонт (на запад), Кралската църква „Сан Лоренцо“ (на северозапад), Субалпийската галерия (на югоизток) и небостъргачът Торе Литория (на югозапад). Големият площад се свързва на северозапад с по-малката Пиацета Реале („Кралско площадче“), граничеща с Палацо Киаблезе и даваща достъп до свързания Кралски дворец и пешеходния коридор към Пиацета „Сан Джовани“ с Торинската катедрала. 

## История
Площадът възниква около I век на източния вход на древния римски каструм Юлия Августа Тавринорум, вероятно Порта Претория или Порта Декумана, през който се е достигало до Декуманус максимус (сегашната улица „Гарибалди“), което е видимо и в руините под Палацо Мадама. През Ранното средновековие римската порта е преименувана на Фибелона. Площадът се състои от две шестоъгълни кули, четири арки и ограждащи стени по протежение на сегашната улица „Академия деле Шенце“ – Кралски градини. Той е подложен на изпитание както по време на варварските нашествия, така и по време на Лангобардското херцогство, и поради това е подсилван на няколко пъти. През същия лангобардския период на запад е издигнат т. нар. „Епископски дворец“ на мястото, където по-късно ще се издига бъдещият Кралски дворец. От седалището на епископа може да се стигне и днес директно до древната църква „Сан Салваторе- „Санта Мария ди Домпно -Сан Джовани Батиста“, заменена през 1469 г. от сегашната катедрала „Св. Йоан Кръстител“.

### XIII-XVI век
През 1276 г. Вилхелм VII, маркграф на Монферат, разрушава дотогава полуразрушената и примитивна римска структура, за да я превърне в укрепена резиденция – Казафорте. Тя е допълнително подсилена и издигната като замък – „кастело“ (на чието име е наречен площадът), с четири ъглови кули, едва през втората половина на XIV век, когато градът е в ръцете на Лудвиг Савойски-Ахая. От предишните римски входове остават само главният вход от сегашната страна на улица „По“ плюс северната вторична порта. 
В средата на XVI век площадът все още е разделен на три отделни сектора: най-старата зона, с все още следи от Декуманус към улица „Дора Гроса“ (днешна „Гарибалди“), разширението към река По (днешната улица „По“) и северозападната част на Кралската църква „Сан Лоренцо“, свързана с Епископския дворец, от оригиналната сграда, използвана за херцогски секретариат (бъдещият Палацо Киаблезе).
С консолидирането на Савойското херцогство и преместването на столицата от Шамбери в Торино (1563 г.) започва мащабен проект за възстановяване както на отбранителната система на Торино (Торинската цитадела е построена през 1566 г.), така и за обща модернизация на града.
Пространството пред Епископския дворец или бъдещата Пиацета Реале тогава е използвано за събитията във връзка с пристигането на Светата плащеница в Торино – събитие, отбелязано с тържествена литургия от Карло Боромео на 7 октомври 1578 г. в близката църква „Сан Лоренцо“, и с първото ѝ публично излагане. Събитието се повтаря през 1582 г. (второ историческо излагане на Светата Плащеница).
Най-старите портици на площада – тези на двете сгради отстрани на улица „Дора Гроса“ (днешна улица „Гарибалди“), тогава са популярно наричани „Панаирни портици“ (Portici di Fiera), тъй като често са използвани за различни събития, например по време на карнавала, празненствата на Савойската династия, патронния празник на Свети Йоан Кръстител или различните изложения на Плащеницата. Сградата отдясно на улица „Дора Гроса“ – тази, използвана от Военния съюз и след това от Регион Пиемонт, е преустроена в средата на XVIII век. Сградата отляво, собственост на сем. Сан Мартино ди Алие, маркизи на Сан Джермано, става седалище на историческия хотел „Тромбета“, който е домакин на регионалните делегации за обединението на Италия през 1861 г. По-късно хотелът е преименуван на Европа, но към 2025 г. не съществува.
Що се касае до Кралската църква „Сан Лоренцо„ въпреки че арх. Гуарино Гуарини я проектира с фасада, тя никога не е реконструирана. Църквата и днес е без фасада, така че продължава естествената симетрия на площада.

### Площадът на Асканио Витоци
През 1583 г. Асканио Витоци е призован да оформи сегашния площад, който, поради централния замък, приема това име – Пиаца Кастело (Площад „Замък“).
Планът предвижда площ от приблизително 40 000 m2, което днес го прави вторият по големина площад с портик в града (след площад „Витория Венето“). Самият Витоци проектира първите две периметърни сгради с портици, т.е. западните, в непосредствена близост до улица „Дора Гроса“: първата, вляво от улицата, става собственост на Филипо Сан Мартино ди Алие, маркиз на Сан Джермано. Втората, отдясно на улицата, първо става седалище на Военния съюз, а след това на Областта. От същата страна, подравнена, е съществуващият савойски параклиси „Санта Мария ад Презепе“, бивша Мадона дела Неве и бъдеща църква „Сан Лоренцо“ и, в непрекъсната линия към отвора на Площадчето на Катедралата „Св. Йоан Кръстител“, са намира примитивната структура на сградата, която ще стане Палацо Киаблезе. Последният датира от 1580 г., предназначен е за Бернардин Савойски-Ракониджи;  през 1760 г. е напълно преустроен от арх. Бенедето Алфиери (и от Джован Батиста Пиаченца по-късно) и е предназначен за Бенедикт Савойски, херцог на Шабле.
Средновековният замък, съществуващ в центъра на площада, е модернизиран през 1605 г. и е свързан с Епископския дворец посредством стенен ръкав, по който може да се мине отвътре и използван като художествена галерия (украсен с произведенията на Федерико Дзукари, Николо Вентура, Джовани Крозио и Гулиелмо Кача, известен като „Монкалво“).

### Намесата на Карло ди Кастеламонте (1619-1674)
Арх. Асканио Витоци умира през 1615 г. и ръководството на строителните работи на останалата част от Пиаца Кастело преминава към Карло ди Кастеламонте. През 1619 г. той изгражда аркадите от южната страна, поради откриването на улица „Нуова“ (днешната улица „Рома“). Въпреки това изграждането на Палацо Ново Гранде, по-късно наречен „Херцогски дворец“ (Palazzo Ducale) и накрая „Кралски дворец“, върху бившия Епископски дворец, започва много бавно; единствено Кралските градини зад него са издигнати. Всички проекти и работи са прекъснати през 1630 г. поради жестока чумна епидемия. Освен това Савойците са въвлечени в трудни политически търкания, които след това довеждат до гражданска война, която продължава поне до 1640 г. Едва през 1643 г. мадам Кристина Френска, известна като Първата кралска мадам, майка на Карл Емануил II Савойски, започва работа по Кралския дворец, какъвто е видим и днес, първо под ръководството на инж. Антонио Маурицио Валперга, а след това с последващи модификации от Карло Морело в периода 1655-1658 г.
Древната северозападна стена, спомената по-горе, свързвала Палацо Мадама с Кралския дворец и тогава използвана като художествена галерия, претърпява сериозни щети при пожар през 1667 г. Скоро след като е възстановена, тя претърпява втори пожар през 1679 г. и е преустроена отново. След това обаче е напълно разрушена в началото на XIX век, по време на Наполеоновата окупация.
През 1673 г. синът на Карло ди Кастеламонте – Амедео ди Кастеламонте, кара да построят освен това дълъг северен портик на улица „По“, за да позволи на кралските особи да отиват до реката, без да се мокрят от дъжда. Портикът обаче е свързан със северните портици на площада (превръщайки се в един покрит проход до Кралския дворец) само няколко години по-късно, със завършването на северните сгради.

### Намесата на Филипо Ювара (1716-1732)
Други важни намеси на площада са извършени с пристигането в Торино на придворния архитект Филипо Ювара. През 1716 г. той проектира това, което трябва да бъде изискан дворец за Мария Йоанна Батиста Савойска-Немур, известна като „Втората кралска мадам“, съпруга на Карл Емануил II Савойски. Проектиран да покрие напълно оригиналния замък, в действителност е завършена само изисканата западна предна част от бял камък, която е тази, която се вижда в момента, проектирана в бароков стил с някои коринтски ордени и някои класически елементи, над високата основа с плосък камък.
Ювара проектира и цялата северна сграда, използвана като офиси на Кралския секретариат, както и седалище на Държавния архив и Кралската оръжейна палата, в периода 1732-1733 г. Строителните обекти обаче са завършени от Бенедето Алфиери едва през 1738-1741 г., като Алфиери вече е ангажиран с изграждането на близкия Кралски театър (тържествено открит на 26 декември 1740 г.). Той издига още  сградата на секретариатите, като се погрижва за затварянето на линейността на дългия портик, свързващ улица „По“ с Пиацета Реале, съставяйки това, което първо ще бъде наречено Правителствен дворец, а след това Палат на префектурата.

### Интервенциите през XIX век
По време на наполеоновата френска окупация от 1801-1814 г. частта от свързващото крило между Палацо Мадама и Пиацета Реале, е напълно разрушена, както и високата стена, която разделя гореспоменатата Пиаицета. След завръщането на крал Виктор Емануил I Савойски на 20 май 1814 г. Пиацета Реале е напълно отворена. По заповед на Карл Алберт Савойски-Каринян между 1835 и 1842 г. е монтирана сегашната желязна ограда, проектирана от Пеладжо Паладжи.
През 1848 г. двете настоящи бронзови конни статуи на Кастор (вляво) и Полукс (вдясно) – двамата Диоскури, „пазещи“ Кралския дворец, са добавени към Оградата на Пеладжи, и двете дело на Абондио Санджорджо. През 1830 г. всички портици на площада са павирани с камък за първи път, а преди това са били павирани само с калдъръм.
През 1848 г. Карл Алберт създава престижната Кралска библиотека в комплекса на Кралския дворец, където съхранява (и все още пази) оригинала на Автопортрета на Леонардо да Винчи.
През 1873-1874 г. под югоизточните портици е построена много елегантната Субалпийска галерия, проектирана от архитекта Пиетро Карера. Това е покрит търговски пасаж с кино-театър („Романо“) и различни зали, който дава достъп до близкия площад „Карло Алберто“. Галерията е богато декорирана в еклектичен стил, който съчетава ренесансови и барокови елементи.
През 1885-1897 г. диагоналът улица „Пиетро Мика“ е построен на югозапад от площада, който се влива в площад „Солферино“, като по този начин окончателно нарушава ортогоналността на оригиналната римска пътна система.

### Интервенциите през XX век
В началото на XX век площадът, използван преди това само от карети и коне, вече е пресичан от трамваи и коли. Забележителната сграда, построена през този век, е много обсъжданата Торе Литория, построена от югозападната страна по време на 20-годишния фашистки период. Висока 87 метра, тя е проектирана в Рационалистичен стил от Армандо Мелис де Вила и Джовани Берноко през 1933 г., като по този начин скъсва с предишните артистични стилове на целия площад. След това небостъргачът преминава към Реале Мутуа Асикурациони и върху него е поставена висока телекомуникационна антена.
През 1997 г. площадът е частично затворен за автомобилно движение, което дотогава се е движело обратно на часовниковата стрелка около Двореца-замък: западната и северната страна тогава са пешеходни. През 1999 г. пешеходната зона пред Двореца е изцяло павирана с камък Лудзерна (след това почти изцяло заменен със сиенит през 2014 г.), снабдена е с четири малки квадратни фонтана с водна струя, наречени изчезващи фонтани, т.е. на нивото на земята, активирани само в определени часове, по нареждане на Общината.

### Скорошни интервенции
През 2005 г. северозападната част на площада е използвана за поставяне на временна сцена за първата сцена на Фестивалбар. През 2006 г., по случай XX зимни олимпийски игри и IX зимни параолимпийски игри (в който има сцена на церемонията по закриването на игрите), характерните павилиони, поставени вътре в аркадите на портиците, за да бъдат домакини на различни търговски дейности, са напълно реновирани, като същевременно се запазват техните исторически характеристики. Препотвърдена е идеята за временната сцена от предходната година и е издигната Medals Plaza, където са наградени много спортисти. Временната сцена е (и все още е) използвана за много от различните събития и демонстрации в града: различни концерти на музикални изпълнители, включително Дюран Дюран, Франко Батиато, Анджело Брандуарди, Джани Моранди, Субсоника. От 2010 г. до 2012 г. временната сцена е домакин на концертите на Ем Ти Ви Дейс.

### Огънят на Свети Йоан
Районът пред Палацо Мадама е бил използван от векове за традиционния „Огън на Свети Йоан“ – обичай, който за известно време се празнува на Пиаца Сан Карло вечерта в навечерието на 24 юни, по случай патронния празник на града. Това е древна народна традиция със средновековен произход, винаги свързана с весела атмосфера, за която се подготвят фолклорни песни и танци, водени от народната карнавална маска „Джандуя. В средата на вечерта се запалва висок дървен прът, заобиколен от снопове дърва, на върха на който е поставена фигурата на развилнелия се бик – символ на града; погълнат от огън, стълбът пада: ако се срути към страната на улица „Рома“, е знак за късмет за града, а в противен случай е лоша поличба.
Пространството пред Палацо Мадама остава дори и днес място на различни важни събития и демонстрации на града. През 2018 г. същата зона е използвана, отново по повод патронните тържества на 24 юни, за въздушно шоу от светещи дронове, което по този повод заменя традиционните фойерверки на Мураци дел По.

## Забележителности

### Исторически сгради
Пиаца Кастело е историческият и политически център на Торино и по време на присъствието на Савойския двор в града, това е най-важното място на тяхното кралство. В допълнение към двете най-важни сгради – Палацо Мадама и Крепост на Ахая и Кралският дворец в дъното на Пиацета Реале, са и Кралският театър (на североизток), двете сгради по протежение на западната страна (от които тази вдясно принадлежи на Регионалния съвет ), Палатът на префектурата - Кралската оръжейница на север (бивш Правителствен дворец, Държавен архив и Кралска библиотека), Кралската църква „Сан Лоренцо“, Палацо Киаблезе, вляво от Пиацета Реале, и Торе Литория (на югозапад).

### Военни паметници
На площада има и малки военни паметници, разположени около Палацо Мадама и Крепост на Ахая:
- Статуя на Знаменосеца на сардинската армия пред Палацо Мадама. Произведение от бял мрамор на Винченцо Вела от 1857 г. и открито през април 1859 г.[12], то е дарено от миланците на сардино-пиемонтската армия, на която възлагат надеждите си за освобождение от австрийските нашественици (началото на Втората война за италианска независимост).
- Конен паметник на рицаря на Италия, разположен от южната страна на Палацо Мадама, тоест тази, която гледа към улица „Рома“ - улица „Академия деле Шенце“. Работа на Пиетро Каноника от 1923 г., той е силно желан, за да се припомнят всички герои от Кавалерийската армия –  храбрият военен корпус, използван както по време на войните за независимост, така и в Първата световна война[13].
- Паметник на Херцога на Аоста (1933-1937), разположен зад Палацо Мадама и Крепост на Ахая, в посока улица „По“. Това е голяма издигната основа от гладък камък, с бронзовата статуя на Емануил Филиберт Савойски-Аоста в центъра, известен също като Непобедимия херцог, стоящ изправен и носещ класически шлем и военно палто (оттук и прякорът на статуята „Палтото“). Генералът се отличава с победата в Първата световна война над Австро-Унгария (1918 г.) и е заобиколен от други две странични групи, съставени от четири статуи, изобразяващи неговите другари по оръжие. Творбата е създадена от скулпторите Еудженио Барони и Публио Морбидучи в периода 1933-1937 г. Единствената статуя на генерала е издигната чрез разтопяване на бронза на четири от оригиналните оръдия, взети от вражеската армия.

## Галерия с изображения
- Вътрешно стълбище на Палацо Мадама
- Интериор на купола на църквата „Сан Лоренцо“
- Изглед към Кралския театър (Театро Реджо) и Моле Антонелиана
- Изглед отгоре с Пиацета Реале и Палацо Реале на заден план, снимка от Марио Габинио, 1924 г.
- Панорама отгоре, снимка на Марио Габинио ок. 1935 г.
- Нощен изглед с входа на улица „Рома“, снимка от Марио Габинио, 1933 г.